# James Arbuthnot
James Norwich Arbuthnot (né le 4 août 1952), est un homme politique du Parti conservateur britannique. Il est député de Wanstead et Woodford de 1987 à 1997, puis député du North East Hampshire de 1997 à 2015. 
Arbuthnot est président du comité de la défense de 2005 à 2014, avant d'être nommé pair à vie comme baron Arbuthnot d'Edrom, d'Edrom dans le comté de Berwick, le 1er octobre 2015, et siège sur les bancs conservateurs de la Chambre des lords. 

## Jeunesse
Arbuthnot est né à Deal, Kent, le deuxième fils de Sir John Arbuthnot (1er baronnet) (en), député de Douvres entre 1950 et 1964, et de Margaret Jean Duff . Il fait ses études à la Wellesley House School de Broadstairs et au Collège d'Eton, où il est capitaine de l'école, avant de monter au Trinity College, Cambridge, où il obtient un diplôme en droit (BA) en 1974 . 
Il est admis au Barreau par Lincoln's Inn en 1975 et devient avocat. Membre actif de la Chelsea Conservative Association, il est élu conseiller du Borough royal de Kensington et Chelsea en 1978 et est resté conseiller jusqu'à ce qu'il soit élu à la Chambre des communes en 1987 . En 1980, il est vice-président de la Chelsea Conservative Association. 
Arbuthnot se présente à Cynon Valley, dans le cœur travailliste du sud du Pays de Galles industriel, aux élections générales de 1983 et est battu par Ioan Evans. Un an plus tard, en 1984, Evans meurt et Arbuthnot se présente à l'élection partielle mais est de nouveau battu par la candidate travailliste, Ann Clwyd.

## Carrière politique

### Au gouvernement (1988–1997)
Aux élections générales de 1987, Arbuthnot est candidat pour le siège conservateur sûr de Wanstead et Woodford, alors que le député en exercice, Patrick Jenkin, se retire. Il est élu en augmentant la majorité conservatrice de plus de 2 000 à 16 412 voix . 
En 1988, il est Secrétaire parlementaire privé (SPP) d'Archie Hamilton au ministère de la Défense, et en 1990, il est le SPP du secrétaire d'État au Commerce et à l'Industrie, Peter Lilley. Il entre dans le gouvernement de John Major après les élections générales de 1992, lorsqu'il est nommé whip adjoint du gouvernement. Il est promu en 1994 au poste de sous-secrétaire d'État parlementaire au Département de la sécurité sociale. L'année suivante, il est ministre des marchés publics de la défense, où il reste jusqu'à la fin du gouvernement Major en 1997. 
Arbuthnot déclare que l'une de ses réalisations parlementaires les plus agréables a été "l'organisation d'une réunion de tous les partis avec le Premier ministre pour l'exonération des pilotes du Chinook qui s'est écrasé sur le Mull of Kintyre en 1994". 

### Dans l'opposition (1997-2010)
Le siège d'Arbuthnot de Wanstead et Woodford est aboli aux élections générales de 1997, et il se présente pour North East Hampshire. Dans l'opposition, il est membre du cabinet fantôme de William Hague comme whip en chef du Parti conservateur jusqu'aux élections générales de 2001, date à laquelle il revient à l'Arrière-ban. Il est admis au Conseil privé en 1998. 
Arbuthnot revient au cabinet fantôme sous Michael Howard comme secrétaire au commerce fantôme en 2003, mais démissionne après les élections générales de 2005. Depuis cette élection, il est président de l'influent comité de la défense et président du comité mis en place pour examiner le projet de loi qui est devenu la loi sur les forces armées de 2011 . Il est Senior Associate Fellow du Royal United Services Institute. 
Arbuthnot est le président parlementaire des Amis conservateurs d'Israël. Il est également membre du groupe de haut niveau des parlementaires britanniques pour le désarmement nucléaire multilatéral et la non-prolifération, créé en octobre 2009 . 
Dans le scandale des dépenses de 2009, Arbuthnot s'est excusé et a remboursé l'argent public qu'il avait réclamé pour le nettoyage de sa piscine . Plus tard cette année-là, il est critiqué dans la presse pour 15000 £ de dépenses qu'il réclamait pour l'entretien de sa résidence secondaire . 

### Dans la majorité (2010-2015)
En juin 2011, Arbuthnot annonce qu'il ne se présenterait pas aux Élections générales britanniques de 2015 . Le 16 janvier 2015, il déclare publiquement son athéisme, déclarant que «la pression exercée sur un politicien conservateur, en particulier pour ne pas être religieux, est très similaire à la pression exercée sur le fait de ne pas être gay»; il précise plus tard qu'il n'est pas gay . 

## Vie privée
Le 6 septembre 1984, il épouse Emma Louise Broadbent,, fille de Michael Broadbent, directeur des vins de Christie's. Elle est le juge en chef et le juge de district principal pour l'Angleterre et le Pays de Galles, avec des décisions y compris celles liées à Julian Assange, le magnat indien fugitif Vijay Mallya, et Zamira Hajiyeva. 
James Arbuthnot est le président du conseil consultatif de la division britannique du fabricant multinational de systèmes de défense et de sécurité Thales. Il est Senior Associate Fellow du groupe de réflexion sur la défense et la sécurité du Royal United Services Institute for Defence and Security Studies . 
Il est un descendant direct de Jacques V . Son deuxième prénom vient de son arrière-arrière-grand-père, Norwich Duff (1792-1862). Lui et sa femme ont un fils (Alexander Arbuthnot, né en 1986) et trois filles (Kate Arbuthnot, née en 1989; Leaf Arbuthnot, née en 1992; Alice Arbuthnot, née en 1998). Lord et Lady Arbuthnot partagent leur temps entre Londres et Berkshire.